# Sisyphus bornemisszanus
Sisyphus bornemisszanus là một loài bọ cánh cứng trong họ Bọ hung (Scarabaeidae).